# Persecuzione dei musulmani
Persecuzione dei musulmani si riferisce alle persecuzioni religiose inflitte ai musulmani.
Per persecuzione s'intendono gli atti di violenza, la tortura, la confisca o la distruzione di proprietà.
La persecuzione può estendersi al di là di coloro che percepiscono se stessi come musulmani fino a comprendere sia coloro che vengono percepiti dagli altri come musulmani sia i musulmani che sono considerati non-musulmani dai loro stessi correligionari.

## Musulmani perseguitati dagli arabi pagani
Nei primi tempi dell'Islam alla Mecca i nuovi musulmani furono spesso oggetto di abusi e persecuzioni.
Alcuni furono uccisi, come Sumayya bint Khabbab, la settima convertita all'Islam, che fu prima torturata da Abu Jahl.
Ma anche Maometto fu sottoposto a tali abusi: mentre pregava nei pressi della Kaʿba, Aqaba ibn Mu'it gettò le viscere di un cammello sacrificato su di lui e la moglie di Abu Lahab, Umm Jamil buttava regolarmente sporcizia sulla sua porta.
E se i musulmani liberi erano vessati, quello che subirono gli schiavi convertiti fu di gran lunga peggiore.
Il padrone dell'etiope Bilal ibn Rabah (che sarebbe diventato il primo muezzin) lo portò nel deserto durante il caldo bollente di mezzogiorno e pose una pesante pietra sul suo petto, chiedendogli di rinunciare alla sua religione e di pregare gli dei e le dee dei politeisti, fino a quando Abū Bakr lo comprò e lo liberò.
Questa persecuzione alla fine provocò l'egira.

## Persecuzione di gruppi minoritari/settari di musulmani da parte di altri gruppi di musulmani

### Persecuzioni inflitte e patite dai Mutaziliti
Nell'Iraq medievale, il movimento teologico del Mutazilismo divenne dottrina di stato nell'832, accendendo la miḥna (ordalia), una lotta sull'applicazione della prova logica greca al Corano; coloro che non accettavano l'idea mutazilita che il Corano non era eterno ma era stato creato furono a volte perseguitati.
Le più famose vittime della miḥna furono Ahmad ibn Hanbal, che fu imprigionato e torturato, e il Qadi Ahmad ibn Nasr al-Khuza'i che fu crocifisso.
Ahmad ibn Hanbal fu trascinato dinanzi all'organo delegato a valutare la corretta adesione alla teologia "ufficiale" del Mutazilismo, chiamata miḥna, ordinata dal califfo al-Maʾmūn.
Tuttavia, poco dopo esso perse il sostegno ufficiale.
Ciò coincise con la perdita del vantaggio scientifico del mondo islamico  e l'ascesa alla preminenza di un approccio più dogmatico all'Islam, di cui al-Ghazali fu uno strenuo difensore.
Sunnismo e shi'a divennero le principali scuole di pensiero dell'Islam.
Di conseguenza, i ruoli s'invertirono e nei secoli seguenti molti studiosi e scienziati, come Ibn Rushd (Averroè) che avevano un punto di vista mutazilita, furono essi stessi vittime di persecuzioni.
La dottrina mutazilita - ormai considerata eretica dai sunniti - ha continuato ad essere influente fra gli Sciiti in Persia e tra gli Zayditi nello Yemen.

### Conflitti e persecuzioni tra sunniti e sciiti
In varie epoche molti gruppi sciiti hanno subito persecuzioni.
Nel 1513 il Sultano ottomano Selim I "Il Ponderato" (Yazuz) ordinò il massacro di 40.000 musulmani sciiti "eretici" in Anatolia.

Mentre la corrente dominante nel moderno dogma sunnita considera lo sciismo come un valido madhhab, seguendo l'orientamento dei dotti di al-Azhar, sia oggi che nel passato alcuni sunniti lo hanno ritenuto inaccettabile e hanno attaccato i suoi aderenti.
In tempi moderni, tra gli esempi notevoli, vi sono gli attentati con esplosivi della Sipah-e-Sahaba sunnita e della Tehrik-e-Jafria sciita, due piccoli gruppi estremisti, contro le moschee rispettivamente sciite o sunnite in Pakistan

la persecuzione degli Hazara sotto i Talebani,

e i sanguinosi attacchi contro gli sciiti in Iraq collegati a Zarqawi e i suoi seguaci.

Dopo l'invasione americana dell'Iraq sono esplosi alcuni dei peggiori conflitti tra sette sciite e sunnite, che continuano tuttora, senza interruzioni.

Secondo una stima agli inizi del 2008 erano 1.121 i kamikaze islamici che si erano fatti esplodere in Iraq.

Gli attentatori suicidi sunniti hanno preso di mira non solo migliaia di civili,

ma anche moschee, sepolcri,

matrimoni e cortei funebri,

mercati, ospedali, uffici e strade.

Sul versante sciita, all'inizio di febbraio 2006 squadroni della morte costituiti dalle milizie controllate dal governo sono stati accusati di aver "torturato a morte" o dell'esecuzione sommaria di "centinaia" di sunniti "ogni mese nella sola Baghdad", molti gli arresti a caso.

### Alawiti
Gli Alawiti sono un gruppo religioso che, a quanto sembra, crede nella natura divina di ʿAlī.
La religione alauita è segreta e gli alauiti non accettano convertiti né consentono la pubblicazione dei loro testi sacri.
In passato sono stati perseguitati e sopravvivono nelle parti più remote e montagnose della Siria.
Nel 1974 l'Imam Musa al-Sadr, capo degli sciiti duodecimani del Libano, proclamò l'accettazione degli alauiti come veri musulmani.
Il partito Ba'ath, attualmente (2010) al governo in Siria, è dominato dagli Alawiti e alawita è lo stesso presidente Bashar al-Asad.

### Persecuzione dai takfiriti
Alcuni piccoli gruppi - i Kharigiti dell'Alto Medioevo europeo e il gruppo al-Takfir wa l-Hijra e il GIA oggi - seguono la dottrina takfirita e considerano quasi tutti gli altri musulmani come infedeli il cui sangue può essere legittimamente versato.
Di conseguenza essi hanno ucciso un gran numero di musulmani, il GIA, per esempio, si è vantato con orgoglio di aver perpetrato il Massacro di Bentalha.

### Altri episodi di violenza tra musulmani
Tra gli episodi di violenza tra musulmani vi sono:
- Guerre ottomano–persiane
- Guerra tra Ottomani e Arabia Saudita
- Guerra civile nord yemenita
- Settembre nero in Giordania
- Atrocità in Bangladesh del 1971
- Guerra civile in Afghanistan
- Guerra Iran-Iraq
- Massacro di Hama
- Attacco chimico di Halabja
- Invasione del Kuwait
- Guerra civile algerina
- Conflitto del Darfur
- Conflitto in Libano nel 2007

## Storia delle Persecuzioni cristiane dei musulmani

### Persecuzione dei musulmani in Medio Oriente durante le Crociate

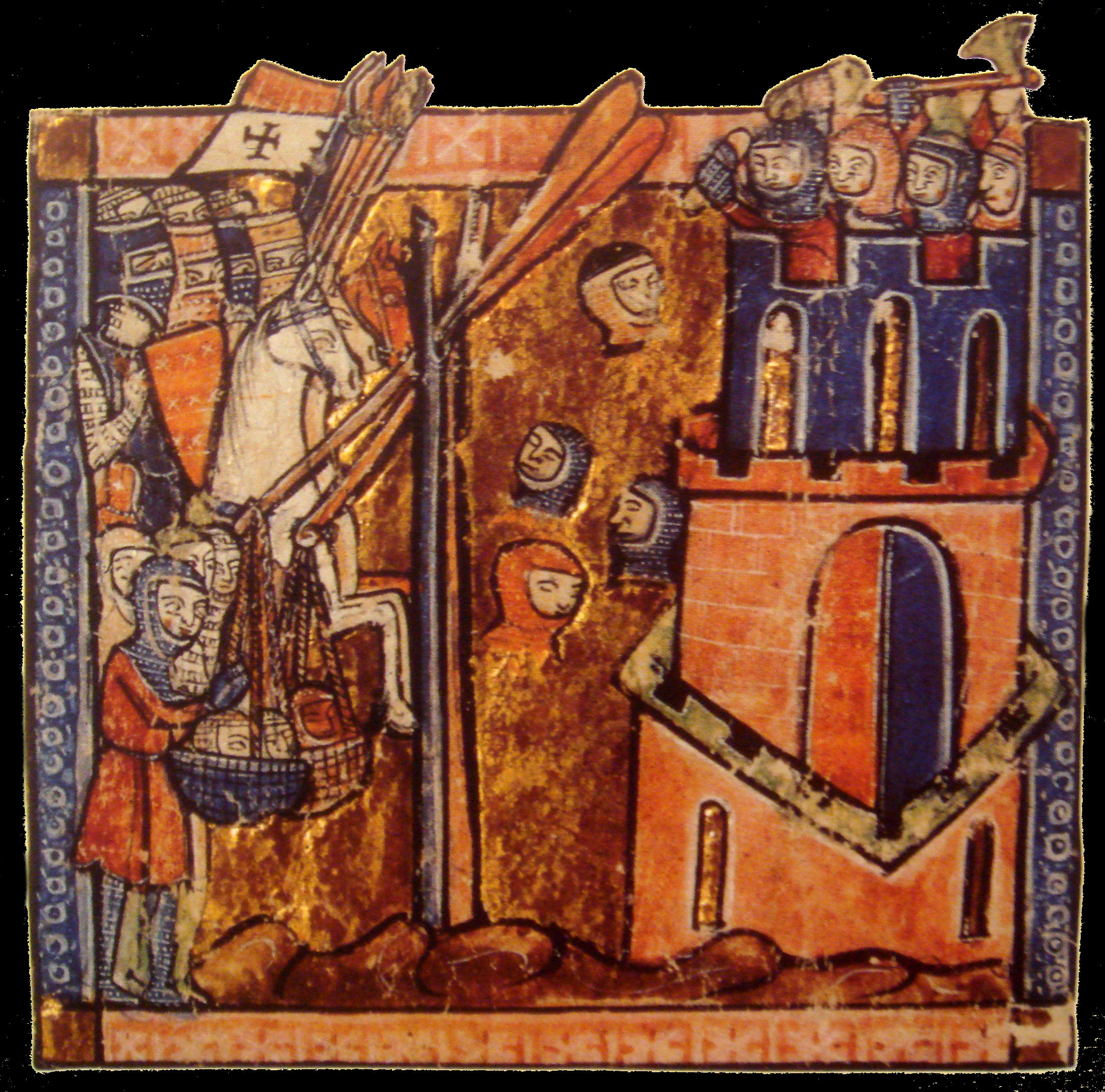
Crociati cristiani lanciano sui bastioni teste di musulmani durante l'assedio di Nicea del 1097.

La Prima crociata fu lanciata nel 1095 da Papa Urbano II con l'obiettivo dichiarato di riprendere il controllo della città santa Gerusalemme e della Terra santa dai musulmani, che le avevano conquistate ai Bizantini nel 638 e in parte in conseguenza della Lotta per le investiture, che fu il più significativo conflitto tra poteri secolare e religioso nell'Europa medievale.
Cominciò come una disputa tra il Sacro Romano Imperatore ed il Papato gregoriano e diede origine al concetto politico di Cristianità come unione di tutti i popoli e sovrani, sotto la guida del Papa, poiché entrambe le parti cercarono di dirigere l'opinione pubblica in proprio favore, la popolazione si ritrovò direttamente impegnata in una drammatica polemica religiosa.
Di grande importanza fu anche la serie di vittorie conseguite dai Turchi selgiuchidi, che vide la fine della dominazione araba a Gerusalemme.

#### Assedio di Gerusalemme del 1099
Il 7 maggio 1099 i crociati raggiunsero Gerusalemme, che era stata riconquistata ai Selgiuchidi dai Fatimidi d'Egitto solo un anno prima.
Il 15 luglio i crociati riuscirono a terminare l'assedio abbattendo sezioni delle mura ed entrarono in città.
Nel corso di quel pomeriggio, della sera e della mattina successiva, i crociati uccisero quasi tutti gli abitanti di Gerusalemme.
Musulmani, ebrei e persino i cristiani orientali furono tutti massacrati.
Anche se molti musulmani cercarono rifugio in cima al Monte del Tempio all'interno della Moschea al-Aqsa, i crociati risparmiarono la vita a pochi.
Secondo l'anonima Gesta Francorum, che alcuni ritengono essere una delle più preziose fonti contemporanee alla Prima Crociata, "...la strage fu così grande che i nostri uomini camminavano nel sangue che arrivava fino alle caviglie..."
Tancredi reclamò per se stesso il quartiere del Tempio dove offrì protezione ad alcuni dei musulmani, ma non poté impedire la loro morte per mano dei crociati suoi seguaci.
Secondo Fulcherio di Chartres: "In realtà, se tu fossi stato lì avresti visto i nostri piedi arrossati fino alle caviglie con il sangue degli uccisi. Ma cos'altro devo raccontare? Nessuno di loro fu lasciato in vita, né le donne né i bambini furono risparmiati."
È stato riportato che durante il massacro di Gerusalemme della Prima crociata i Crociati "[circondarono] l'umanità urlante, torturata dalle fiamme, cantando 'Cristo noi ti adoriamo!' sollevando in alto le loro croci."
I musulmani furono uccisi indiscriminatamente e gli ebrei che si erano rifugiati nella loro sinagoga furono uccisi quando questa fu data alle fiamme dai Crociati.

### Nella penisola Iberica

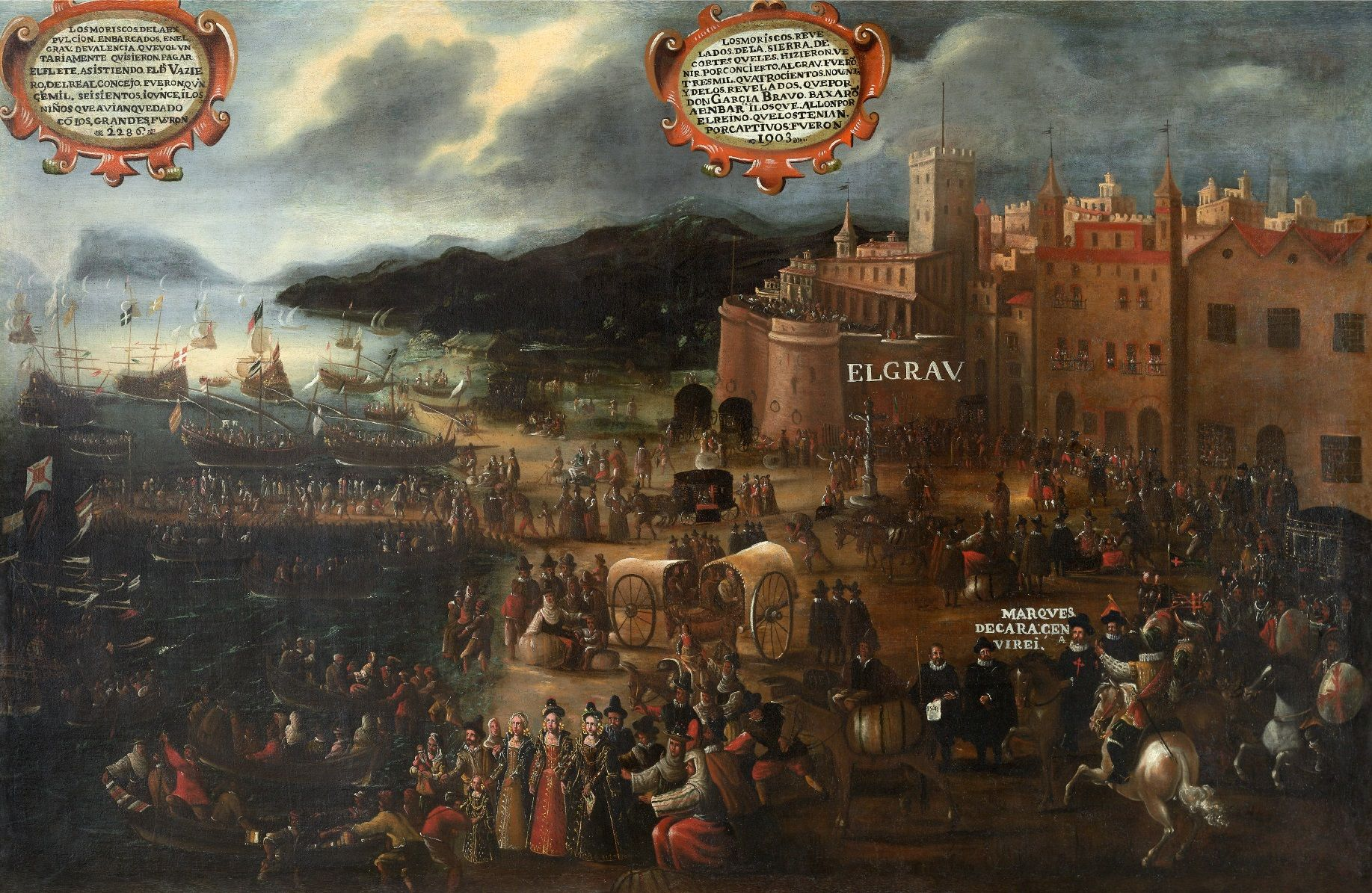
Imbarco di moriscos nel "Grao" (l'antico porto) di Valencia, dipinto nel 1616 da Pere Oromig.

### I Balcani

#### Kosovo

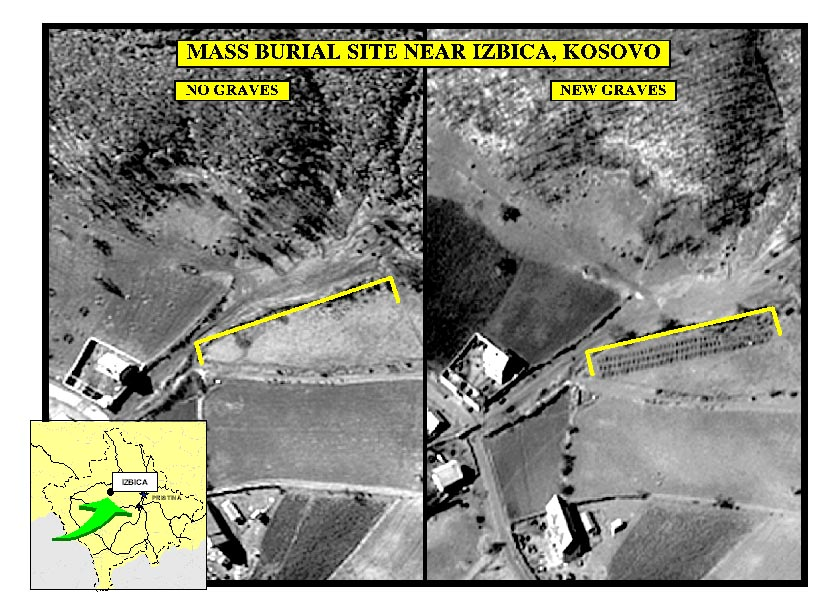
Le immagini satellitari del nuovo sito di sepoltura di massa del massacro da Izbica nella regione di Drenica.

In epoca moderna, in particolare durante il conflitto del Kosovo, i musulmani sono stati vittime di uccisioni di massa.
I massacri di Ljubenić sono una serie di omicidi di musulmani albanesi del Kosovo, commessi dalla polizia serba e da forze paramilitari nel villaggio di Ljubenić, vicino a Peć, durante la Guerra del Kosovo del 1998-1999.
Nel massacro di Ćuška del maggio 1999, esercito, polizia e paramilitari serbi, e volontari serbi dalla Bosnia hanno ucciso 48 civili albanesi del Kosovo, tutti uomini e ragazzi. Alcuni degli autori erano serbi del Kosovo, altri erano criminali della Serbia centrale scarcerati per combattere in Kosovo.
Nel 2005, Nebjosa Minic, noto anche come "Comandante Morte", che è uno dei capi del gruppo di miliziani che ha eseguito il massacro, è stato identificato da HRW ed arrestato in Argentina.
Nei massacri di Drenica, nel Kosovo centrale, forze speciali di polizia della Serbia hanno ucciso civili albanesi del Kosovo.
Secondo Human Rights Watch, gli abusi nella regione di Drenica durante la Guerra del Kosovo del 1998–1999 "sono stati talmente diffusi che una descrizione completa va oltre gli scopi di questo rapporto".
Le atrocità più gravi hanno avuto luogo nel periodo di febbraio-marzo 1998 nei villaggi di Qirez, Likoshan e Prekaz e durante il,
bombardamento NATO della Jugoslavia, da marzo a giugno 1999 nei villaggi di Izbica, Rezala, Poklek, Qikatova e Vjetër (Staro Ćikatovo).
Nel massacro di Suva Reka, ci sono state 48 vittime - compresi molto bambini - tutti membri della famiglia Berisha.
Le vittime sono state chiuse all'interno di una pizzeria nella quale sono state gettate due bombe a mano.
Prima di portare i corpi fuori dalla pizzeria, la polizia avrebbe sparato a chiunque mostrasse ancora segni di vita.
I corpi delle vittime furono poi trasportati in Serbia e sepolti in fosse comuni nei pressi di una centrale di polizia a Batajnica, vicino a Belgrado.
Tra il 19 marzo e il 15 giugno 1999, a Drenica, le forze serbe e jugoslave hanno posto in essere "una brutale campagna di pulizia etnica contro gli albanesi del Kosovo che ha comportato esecuzioni sommarie e arbitrarie, detenzioni arbitrarie, percosse regolari, diffusi saccheggi e la distruzione di scuole, ospedali e altri obiettivi civili".
A Cikatovo, più di 100 persone di etnia albanese furono giustiziate dalle forze serbe e sepolte in una fossa comune, secondo gli inquirenti sui crimini di guerra.

#### Genocidio in Bosnia

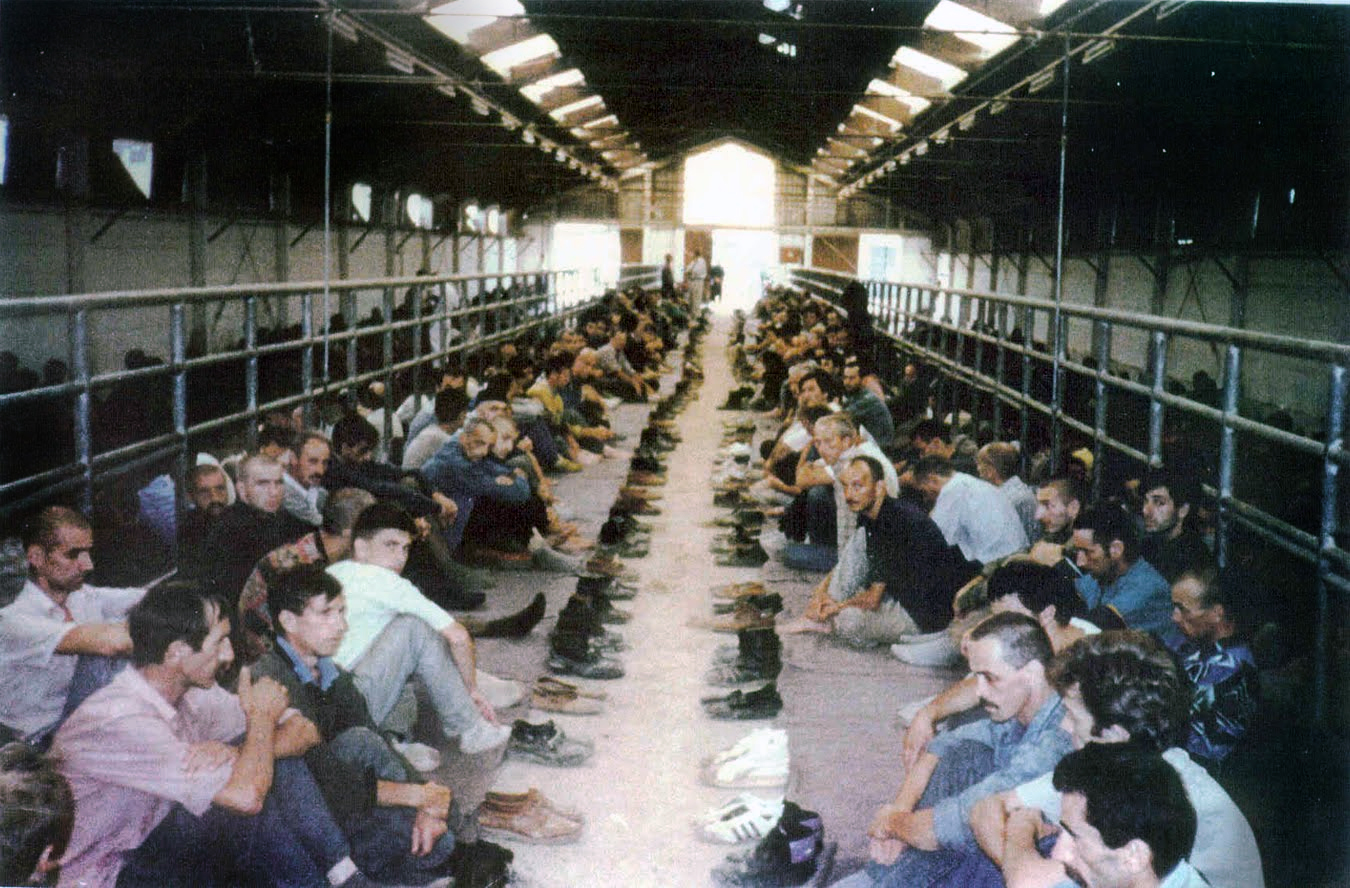
Il Campo di concentramento di Manjača dove musulmani bosniaci vennero detenuti nel 1992.

## Persecuzioni di musulmani in Cina

### Genocidio dei Dungani
La rivolta dei Dungani scoppiò a causa di lotte intestine tra diverse sette musulmane sufi, il Khafiya e la Jahariyya, e la Gedimu (una scuola hanafita, non sufi, della tradizione sunnita).
Quando la ribellione fallì, seguì una migrazione di massa del popolo Dungani nell'Impero russo, Kazakistan e Kirghizistan.
Prima della guerra, la popolazione della provincia dello Shaanxi raggiungeva approssimativamente i 13 milioni di abitanti, almeno 1.750.000 dei quali erano Dungani (Hui).
Dopo la guerra, la popolazione era scesa a 7 milioni; almeno 150.000 fuggirono.
Xi'an, la capitale della provincia dello Shaanxi, era la Città Santa dei Dungani (Hui) in Cina prima della rivolta.
Ma la comunità dei musulmani cinesi, un tempo fiorente, si ridusse del 93% a seguito della rivolta nella provincia dello Shaanxi.
Tra il 1648 e il 1878, circa dodici milioni di cinesi Hui ed Han furono uccisi in dieci sollevazioni, non riuscite.

Le rivolte furono duramente represse dal governo Manchu in un modo che equivale a un genocidio.

Nella ribellione dei Panthay furono circa un milione le persone uccise

e diversi milioni nella rivolta dei Dungani seguendo la politica di "lavare via i musulmani" (洗回 (xi Hui)) che fu per lungo tempo perseguita dai funzionari governativi Manciù.

Molti generali cinesi musulmani, come Ma Zhanao, Ma Anliang, Ma Qianling, Dong Fuxiang, Ma Haiyan e Ma Julung aiutarono la dinastia Qing a sconfiggere i ribelli musulmani e furono per questo ricompensati, ed i loro seguaci risparmiati dal genocidio.
Il generale dei Qing Zuo Zongtang, di etnia Han, arrivò a trasferire gli Han dalla periferia di Hezhou per ricompensare i musulmani che si erano arresi e ai quali fu concessa un'amnistia e il permesso di restare finché fossero rimasti fuori dalla città.

Alcuni dei musulmani, come il generale Dong, non combatterono perché erano musulmani ma piuttosto, come molti altri generali, essi radunarono bande di seguaci e presero parte ai combattimenti perseguendo interessi personali.

I musulmani di altre parti della Cina, in particolare delle province orientali e meridionali che non si rivoltarono, non furono influenzati in alcun modo dalla ribellione, non subirono genocidi né cercarono di ribellarsi.
Risulta che i villaggi musulmani nella provincia dello Henan, che si trova accanto allo Shaanxi, rimasero totalmente estranei alla rivolta Dungani e le relazioni tra Han e Hui proseguirono normalmente.
Musulmani provenienti dalla Cina orientale come Ma Xinyi continuarono a servire il governo cinese durante la rivolta, ignorando i musulmani del nord-ovest della Cina.
I musulmani cinesi (Dungani) parteciparono anche agli attacchi contro gli Uiguri.
Diversi generali cinesi musulmani disertarono dalla dinastia Qing e aiutarono le forze cinesi che attaccarono gli Uiguri nello Xinjiang.
Cui Wei e Hua Decai guidarono ognuno una delle "Diciotto Divisioni Shaanxi" di truppe musulmane ribelli che, dopo essersi ritirate dallo Shaanxi, continuarono a combattere i Qing nel Gansu.
Dei diciotto leader di queste divisioni, sei furono uccisi, undici, compresi Cui Wei e Hua Decai, si arresero ai Qing e uno, Bai Yanhu, trovò riparo nell'Impero russo.
Dopo la resa, Cui Wei e Hua Decai condussero l'attacco dei Qing a molte delle città fortificate dello Xinjiang orientale e meridionale.

## Persecuzioni dei musulmani in India
In India la violenza contro i musulmani si manifesta spesso nella forma di attacchi di folla contro i musulmani da parte indù. Questi attacchi sono riconosciuti come violenze comunaliste in India e sono viste come parte di un tipo di sporadiche violenze settarie tra le comunità maggioritarie indù e quelle minoritarie musulmane e sono state collegate a un sorgere di islamofobia nel corso del XX secolo. La maggior parte di questi attacchi si verifica negli stati del nord e dell'ovest dell'India, mentre i sentimenti comunalisti nel sud sono meno pronunciati.
Tra i casi più gravi vi sono il grande massacro di Calcutta del 1946, per il quale si contarono oltre 4000 morti e 10000 feriti; le ripercussioni in Bihar e Garmukhteshwar, dopo i disordini di Noakhali nel Bengala orientale; il massacro di musulmani nella Divisione del Jammu nel 1947; le uccisioni su larga scala di musulmani a seguito dell’Operazione Polo (annessione da parte dell'India dello stato dell'Hyderabad, a maggioranza musulmana, nel 1947); i disordini anti-musulmani a Kolkata come conseguenza dei disordini del 1950 nel distretto di Barisal (oggi Bangladesh); i disordini del Gujarat nel 1969; quelli del 1989 a Bhagalpur; quelli di Bombay nel 1992 e nel 1993; i massacri di Nellie del 1983, nell'Assam; i disordini nel Gujarat del 2002 e quelli del distretto di Muzaffarnagar nel 2013.
Questa serie di violenze si è verificato dopo la divisione, con dozzine di studi che documentano le violenze di massa contro le minoranze. Oltre 10000 persone sono state uccise in violenze fra indù e musulmani dal 1950. Secondo le cifre ufficiali ci furono 6933 episodi di violenza comunalista tra il 1954 e il 1982 e tra il 1968 e 1980, con l'uccisione di 530 indù e 1598 musulmani, con un totale di 3949 casi di violenza di massa.
Nel 1989 vi furono casi di violenze di massa in tutto il nord dell'India.
Il giornalista Praveen Swami ritiene che questi periodici atti di violenza abbiano "segnato negativamente la storia del dopo-indipendenza dell'India" e abbiano anche ostacolato la causa indiana nel Jammu e Kashmir per quanto riguarda la vertenza sul Kashmir.
Nel 2017, IndiaSpend ha riferito che l'84% delle vittime delle attività dei "guardiani della mucche sacre" (gruppi violenti nati per difendere le mucche sacre) dal 2010 al 2017 erano musulmani e quasi il 97% dei loro attacchi sono stati riferiti al dopo maggio 2014.

## Situazione attuale

### Islamofobia in Europa
Ziauddin Sardar, uno studioso islamico, ha scritto in New Statesman che l'islamofobia è un fenomeno assai diffuso in Europa, così diffuso che si chiede se i musulmani saranno vittime dei prossimi pogrom.

Egli osserva che ogni paese ha i suoi estremi, citando Jean-Marie Le Pen in Francia, Pim Fortuyn, che fu assassinato (da un non-musulmano) nei Paesi Bassi; e Philippe Van der Sande del Vlaams Blok, un partito nazionalista fiammingo fondato in Belgio.
Filip Dewinter, il leader dei nazionalisti fiamminghi del "Vlaams Belang" ha affermato che il suo partito è "islamofobo"; egli ha detto: "Sì, abbiamo paura dell'Islam. L'islamizzazione d'Europa è una cosa spaventosa."

Sardar sostiene che l'Europa è "post-coloniale, ma ambivalente".
Le minoranze sono considerate accettabili come una sottoclasse di lavoratori umili, ma se questi vogliono elevarsi socialmente, cosa che, secondo Sardar, desiderano fare i giovani musulmani, il pregiudizio sale in superficie.
Wolfram Richter, professore di economia all'Università di Dortmund, ha detto a Sardar: "Ho paura che non abbiamo imparato dalla nostra storia. Il mio timore principale è che quello che abbiamo fatto agli ebrei possiamo ora farlo ai musulmani.
Il prossimo olocausto sarebbe contro i musulmani."

#### Rapporto EUMC
Il più grande progetto di monitoraggio commissionato sull'islamofobia fu intrapreso, a seguito degli attentati dell'11 settembre 2001, dall'European Monitoring Centre on Racism and Xenophobia (EUMC).
Il rapporto del maggio 2002: Summary report on Islamophobia in the EU after 11 September 2001, scritto da Chris Allen e Jorgen S. Nielsen dell'Università di Birmingham è basato su 75 relazioni: 15 da ciascuna nazione dell'Unione europea.

Il rapporto ha evidenziato la frequenza con la quale i normali musulmani sono divenuti bersaglio di atti di ritorsione offensivi e talvolta violenti dopo l'11 settembre 2001.
Nonostante le differenze localizzate all'interno di ogni paese membro, il ripetersi di attacchi verso tratti riconoscibili e visibili dell'islam e dei musulmani è stata la scoperta più significativa della relazione.
Gli attacchi hanno assunto varie forme: offesa verbale, incolpare tutti i musulmani per gli attacchi terroristici, donne cui viene strappato lo hijab dalla testa, sputare contro musulmani, bambini che vengono chiamati "Usama" e violente aggressioni casuali che mandano le vittime in ospedale e, in un'occasione, le lasciano paralizzate.
La relazione ha inoltre analizzato la rappresentazione che dei musulmani danno i media, identificando negatività intrinseche, immagini stereotipate, rappresentazioni fantastiche e caricature esagerate.